# Schleier des Nichtwissens

Veranschaulichung von Rawls’ Schleier des Nichtwissens. Menschen treffen Entscheidungen über die Gesellschaft aus dem Urzustand heraus (links), ohne ihre zukünftige Identität (rechts) – Geschlecht, Herkunft, Wohlstand, Fähigkeiten, Präferenzen – zu kennen. Rawls argumentiert, dies stelle die Wahl einer gerechten Gesellschaft sicher.

Der Schleier des Nichtwissens (veil of ignorance) ist ein wichtiger Bestandteil der Gerechtigkeitstheorie (A Theory of Justice) des US-amerikanischen Philosophen John Rawls (1921–2002), der den Zustand der Menschen in einer fiktiven Entscheidungssituation bezeichnet, in dem sie zwar über die zukünftige Gesellschaftsordnung entscheiden können, aber selbst nicht wissen, an welcher Stelle dieser Ordnung sie sich später befinden werden, also unter einem „Schleier des Nichtwissens“ stehen.
Rawls geht davon aus, dass in diesem „Urzustand“ („original position“, fälschlicherweise oft als Naturzustand gedeutet) alle Menschen völlig gleich sind und deswegen keine aufeinander oder gegeneinander gerichteten Interessen haben. Ebenso werden sie aus demselben Grunde ihre Entscheidung über die Gerechtigkeitsprinzipien nicht verfälschen können und sich so für einen gerechten Gesellschaftsvertrag entscheiden. 
Diese völlige Gleichheit erreicht Rawls, indem er die folgenden Faktoren des Menschen und des menschlichen Lebens als für Gerechtigkeit nicht relevant behandelt:
- Eigenschaften wie Hautfarbe, Ethnie, Geschlecht, Religionszugehörigkeit
- Stellung innerhalb der Gesellschaft, sozialer Status[1]
- materieller Besitz
- geistige und physische Fähigkeiten wie Intelligenz, Kraft
- besondere psychologische Neigungen wie Risikofreude, Optimismus
- Vorstellung vom Guten, Details des eigenen Lebensentwurfs
- Einrichtung der Gesellschaft etwa ökonomischer und politischer Art
- Niveau der Gesellschaft zum Beispiel hinsichtlich Zivilisationsfortschritt und Kultur
- Zugehörigkeit zu einer bestimmten Generation

Aus dieser abstrakten Gleichheit folgt die Unparteilichkeit der Menschen, aufgrund derer sie aus einer Reihe von möglichen Gerechtigkeitsprinzipien die Rawlsschen wählen sollten. Darin ist nun keine logische Beziehung zu sehen; es handelt sich um eine in der normativen Gerechtigkeitstheorie argumentativ dargelegte Behauptung. Auf einen Gesellschaftsvertrag, wie die Welt funktionieren soll, können Menschen sich einigen, wenn sie von allen Voreingenommenheiten abgelassen haben.

## Kritik
Umstritten ist, inwiefern Personen mit dem entsprechenden Informationsstand rationale Entscheidungen treffen können. Zudem konstatierte Habermas, dass in der Theorie ein Widerspruch liege, weil sich Personen mit Gerechtigkeitssinn in rationale Egoisten hineinversetzen und dabei andere Gerechtigkeitstheorien beachten sollen.